# Linia kolejowa nr 35
Linia kolejowa nr 35 Ostrołęka – Szczytno – niezelektryfikowana, jednotorowa linia kolejowa o długości 92,949 km.

## Historia
Linię kolejową otwarto 1 lipca 1900 roku na odcinku Wielbark – Szczytno. Po wybuchu I wojny światowej doszło do zajęcia sporej Niziny Północnomazowieckiej przez wojska niemieckie, które wraz z zapotrzebowaniem logistycznym rozpoczęły budowę wąskotorowej linii polowej. W dniu 29 lipca 1915 roku wystosowano rozkaz o budowie odcinka Ostrołęka – Wielbark, którego budowę rozpoczęto dwa dni później od układania nawierzchni od strony Wielbarku. Od 5 sierpnia prace nad budową trwały w trybie dwuzmianowym co 8,5 godziny, a wraz z uruchomieniem wąskotorowej linii polowej 14 sierpnia rozpoczęto prace budowlane od strony Ostrołęki. Między 10, a 25 sierpnia przerzucono nad Narwią most o długości 170 metrów z jezdnią wynoszącą 3,5 metra nad lustrem wody. Już 29 sierpnia nastąpiło spotkanie ekip budowlanych, a linię oddano do użytku 1 września 1915 roku przez zarząd KPEV z przeznaczeniem do transportu wojsk na front wschodni. W budowę odcinka Ostrołęka – Wielbark zaangażowano trzy kompanie pionierów Eisenbahn-bau Kompanie, dziesięć kompanii wojsk zwykłych i ponad sześć tysięcy jeńców rosyjskich. Po oddaniu linii do ruchu na miejscu prac pozostało dwanaście kompanii, które rozpoczęły prace uzupełniające, w skład których wchodziła budowa nowego mostu kolejowego nad rzeką Narew, nad którą prace ukończono 18 grudnia 1915 roku.
Od rozkładu jazdy z dnia 1 czerwca 1917 roku uruchomiono cztery pary pociągów pasażerskich na odcinku Ostrołęka – Wielbark.
Na początku XXI wieku ruch na linii zaczął coraz bardziej zanikać gdy 9 czerwca 2001 roku zamknięto linię dla ruch pasażerskiego na odcinku Ostrołęka – Wielbark, a 31 lipca bieżącego roku również zamknięto linię dla ruchu pasażerskiego na odcinku Wielbark – Szczytno. Wówczas ostatnie połączenia pasażerskie były realizowane przez składy złożone z lokomotywy SU45 oraz dwóch lub trzech wagonów 120A. W 2010 roku odcinek Ostrołęka – Wielbark został przeznaczony przez zarządcę linii do rozbiórki, do której ostatecznie nie doszło, a do gruntownej modernizacji na odcinku Szymany – Szczytno.
Do 21 kwietnia 2007 była linią kolejową o znaczeniu państwowym.
W 2013 roku na odcinku Szczytno – Wielbark wznowiono kursowanie pociągów pasażerskich. Po pół roku połączenia na odcinku Szymany – Wielbark zostały zawieszone. W 2016 r. pociągi ponownie powróciły na ten odcinek, lecz tylko na kilka miesięcy.
Od 21 stycznia 2016 r. odcinek od stacji Szczytno do styku z linią kolejową nr 747 w miejscowości Szymany jest wykorzystywany do obsługi połączeń pasażerskich między Olsztynem Głównym a portem lotniczym Olsztyn-Mazury w Szymanach. 29 maja 2019 roku ukończono prace nad budową bocznicy towarowej do Przasnyskiej Strefy Gospodarczej w Chorzelach.
W ramach Regionalnego Programu Operacyjnego dla województwa mazowieckiego na lata 2014–2020 zrealizowano modernizację linii na odcinku Ostrołęka – Chorzele na której prace rozpoczęły się jesienią 2019 roku. W tym celu na potrzeby modernizacji linii kolejowej wykonawca zdecydował się na dostawę niezbędnych elementów do modernizacji torowiska, których transport odbywał się od strony województwa warmińsko-mazurskiego szlakiem Chorzele – Szczytno.

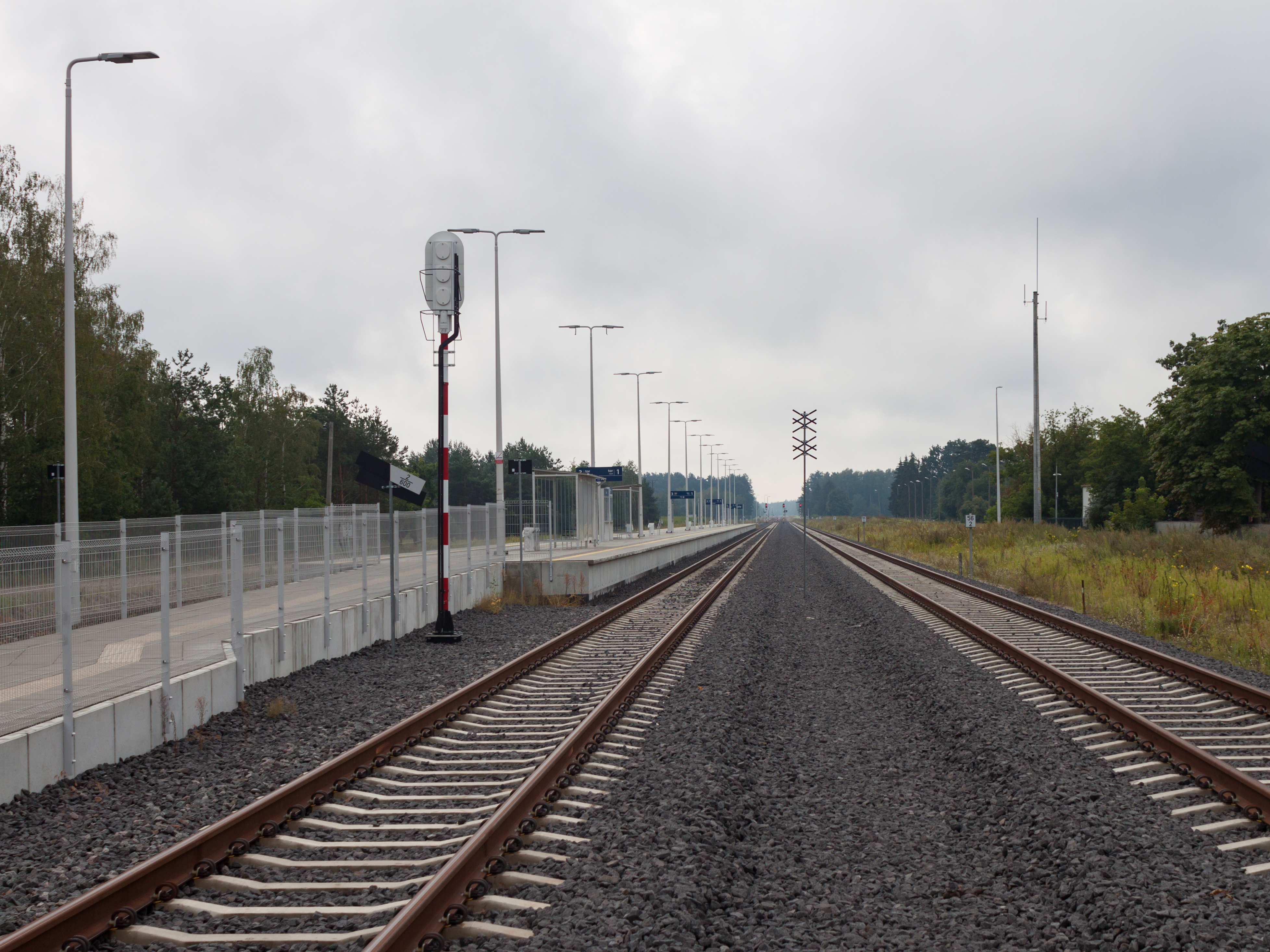
Ponownie otwarty przystanek Chorzele w kierunku Ostrołęki

Prace na odcinku Ostrołęka – Chorzele obejmowały wymianę całej infrastruktury kolejowej począwszy od torowiska i nowych peronów na stacjach i przystankach, aż po urządzenia SRK. Pod koniec lutego 2021 roku rozpoczęto prace nad rozbiórką starego mostu kolejowego nad Narwią, który został zastąpiony nową konstrukcją nad którą prace budowlane ukończono w sierpniu 2022 roku. Prace na linii trwały ponad cztery lata, a otwarcie ruchu nastąpiło 11 czerwca 2023 roku uruchamiając połączenie Ostrołęka – Chorzele. Połączenia pasażerskie na tym odcinku są realizowane przez Koleje Mazowieckie z wykorzystaniem wagonów motorowych serii VT627 i SA135, a także od stycznia 2024 roku przez serię SN82 i SN83 wypożyczonych od SKPL Cargo (nazwy własne Weronika i Jacek).
W tym czasie wiosną 2023 roku rozpoczęto prace nad rewitalizacją szlaku Chorzele – Wielbark polegające na wymianie toru o długości ponad trzech kilometrów, remont siedemnastu przejazdów kolejowo-drogowych i pięciu obiektów inżynieryjnych wraz mostami i przepustami. Prace zakończono jesienią, a 10 grudnia 2023 roku uruchomiono połączenia pasażerskie na pozostałym fragmencie linii kolejowej nr 35 obsługiwane przez warmińsko-mazurski zakład Polregio w relacjach Olsztyn Główny – Chorzele oraz Braniewo – Chorzele z użyciem zarówno należących do urzędu marszałkowskiego taboru serii SA133 i SA106 jak i SA139 będącego własnością operatora.
Od 15 grudnia 2024, Koleje Mazowieckie wraz ze spółką Polregio rozpoczęły kursowanie w pełnej długości linii kolejowej 35 w relacji Szczytno - Ostrołęka. Trasę tę pociągi pokonują w niespełna 1.5 godziny.
| Tor 1         | Tor 1         | Tor 1               | Tor 1     | Tor 1            |
| odcinek linii | odcinek linii | pociągi pasażerskie | szynobusy | pociągi towarowe |
| km pocz.      | km końcowy    | pociągi pasażerskie | szynobusy | pociągi towarowe |
| ------------- | ------------- | ------------------- | --------- | ---------------- |
| -0,748        | -0,615        | 70                  | 70        | 70               |
| -0,615        | 0,750         | 80                  | 80        | 80               |
| -0,750        | 1,473         | 90                  | 90        | 80               |
| 1,473         | 10,162        | 120                 | 120       | 80               |
| 10,162        | 10,504        | 100                 | 100       | 80               |
| 10,504        | 13,716        | 120                 | 120       | 80               |
| 13,716        | 14,178        | 100                 | 100       | 80               |
| 14,178        | 16,392        | 120                 | 120       | 80               |
| 16,392        | 16,920        | 100                 | 100       | 80               |
| 16,920        | 56,761        | 120                 | 120       | 80               |
| 56,761        | 71,060        | 80                  | 80        | 80               |
| 71,060        | 81,700        | 80                  | 80        | 80               |
| 81,700        | 82,885        | 110                 | 110       | 80               |
| 82,885        | 83,321        | 90                  | 90        | 80               |
| 83,321        | 89,221        | 110                 | 110       | 80               |
| 89,221        | 89,865        | 100                 | 100       | 80               |
| 89,865        | 91,423        | 110                 | 110       | 80               |
| 91,424        | 91,982        | 70                  | 70        | 70               |
| 91,982        | 92,949        | 110                 | 110       | 80               |